# Melanopleurus tenor
Melanopleurus tenor är en insektsart som beskrevs av Harry Brailovsky 1979. Melanopleurus tenor ingår i släktet Melanopleurus och familjen fröskinnbaggar. Inga underarter finns listade i Catalogue of Life.